# Core (микроархитектура)
Микроархитектура Intel Core является многоядерной микропроцессорной архитектурой, представленной фирмой Intel в 1-м квартале 2006 года. Микроархитектура Intel Core основана на обновлённой версии ядра Yonah и может рассматриваться в качестве последней итерации микроархитектуры Intel P6, которая ведёт свою историю с Pentium Pro, представленного в 1995 году. 
Чрезмерно высокое энергопотребление и завышенные требования к охлаждению процессоров, основанных на микроархитектуре NetBurst, и, в результате, неспособность эффективно увеличивать тактовую частоту, а также другие узкие места, такие, как неэффективность конвейера, являются главными причинами, почему Intel отказалась от микроархитектуры NetBurst. Микроархитектура Intel Core была разработана командой Intel Israel (IDC), которая ранее разработала мобильный процессор Pentium M .
Микроархитектура Intel Core обеспечивает высокую производительность, энергосбережение и быстродействие в многозадачных средах. Она имеет несколько ядер и аппаратную поддержку виртуализации (Intel VT), а также Intel 64 и SSE3.
Первые процессоры, использовавшие эту архитектуру, входили в семейство Core 2 и вышли под кодовыми названиями Merom, Conroe и Woodcrest. Merom предназначался для мобильных компьютеров, Conroe — для настольных систем, а Woodcrest — для серверов и рабочих станций. Хотя их архитектуры идентичны, эти три линии процессоров отличаются используемым разъёмом, типом шины и потреблением энергии. Часть процессоров основанных на микроархитектуре Core имеет марку Pentium Dual-Core, а процессоры низшего ценового сегмента — марку Celeron. Процессоры для серверов и рабочих станций продаются под маркой Xeon, а для пользователей настольных и мобильных ПК — как Core 2. Несмотря на своё название, процессоры, продаваемые как Intel Core, фактически не используют микроархитектуру Core.

## Технология

### Wide Dynamic Execution

Микроархитектура Intel Core 2.

Микроархитектура Intel Core проектирована с нуля, но по философии микроархитектуры Pentium M. Длина исполнительного конвейера составляет 14 ступеней — менее половины от длины конвейера в предыдущем поколении Prescott (31 ступень), является ключевой особенностью технологии Динамического исполнения команд.
Каждое ядро микропроцессора может получать, обрабатывать, исполнять и отбрасывать до четырёх полных команд одновременно. Это значительно повышает производительность по сравнению с конкурирующими процессорными технологиями P6, P-M (Banias, Dothan, and Yonah) и NetBurst), поддерживающими одновременную обработку только трех команд.

### Advanced Smart Cache
Новая архитектура оптимизирована под двухъядерную архитектуру процессора. Основной кэш первого уровня  L1 связан с общей для обоих ядер динамически распределяемой кэш-памятью второго уровня L2 (данные, содержащиеся в L1, обязательно содержатся и в L2) для достижения максимальной производительности на ватт потребляемой мощности и улучшения масштабируемости.

### Macro Fusion
Ещё одной новой технологией, включенной в микроархитектуру Intel Core при проектировании, является Технология макро-слияния (англ. Macro Fusion), позволяющая объединять некоторые распространенные инструкции x86 в одну команду для исполнения. В предыдущих версиях процессорной микроархитектуры каждая инструкция декодировалась независимо от остальных. При использовании Macro Fusion некоторые пары инструкций (например, инструкция сравнения и условного перехода) при декодировании могут объединяться в одну микроинструкцию (англ. micro-op), которая в дальнейшем будет выполняться именно как одна микроинструкция. Для эффективного поддержания этой технологии в архитектуре Intel Core используются расширенные блоки АЛУ, которые способны поддержать выполнение таких слитых микроинструкций.